# Château de Beaumont (Liège)
Pour les articles homonymes, voir Château de Beaumont.
Le château de Beaumont ou Petit Bourgogne est une résidence néo-classique située dans le quartier de Sclessin à Liège en Belgique.

## Description
Le château est une résidence de quinze mètres de façade et située au flanc de la colline de Cointe, non loin de la Meuse. Le château est voisin du château Piercot et de l'ancien vignoble du petit Bourgogne.
Pour pallier la déclivité, l’architecte a conçu de hautes caves parées de pierre bleue agrémentées de refends et percées de diverses portes. L’une d’elles occupe le centre de l’élévation en dessous du perron dessiné en fer à cheval. Le château est construit en briques et en pierre bleue pour les contours des baies et les bandeaux séparant les niveaux. Elle apparaît encore avec les pilastres à refends qui scandent verticalement la façade.
L’avant-corps central fait office de tour et grimpe sur deux niveaux et demi. La toiture comme la face ouest qui est aveugle, est couverte d’ardoises. La façade regardant au lever est percée de quatre baies donnant sur une terrasse. Celle-ci remplace une ancienne ludothèque et une orangerie quand les lieux servaient de cadre festif à la bonne société locale. L’élévation donnant sur le jardin, le petit parc, le verger et les vignes, est le pendant de celle donnant sur la rue.
Un château similaire a été édifié par Jacques-Barthélemy Renoz en Hollande, à Obbicht, en 1780. Obbicht, fief des van Vlodorp puis des Bentinck, était alors dans le duché de Limbourg et faisait face à Maaseik. Il a été restauré par monsieur Szymkowiak entre 1973-1988 après un incendie en 1954.

## Histoire
Le chanoine de la cathédrale Notre-Dame-et-Saint-Lambert Maximilien-Henri de Geyer de Schweppenburg achète le terrain le 13 mai 1775 au baron Jean-Christian de Goeswin pour y faire construire par Jacques-Barthélemy Renoz une résidence de campagne. Il semblerait qu'il ait en fait agi en tant que prête-nom du prince-évêque de Liège François-Charles de Velbrück qui aurait utilisé la villa pour y rencontrer ses maîtresses. 
Ce terrain n'est pas choisi par hasard, il est situé à Sclessin, qui avec Ougrée venait de passer en 1768 de la Principauté de Stavelot-Malmédy à la Principauté de Liège et c'est depuis lors à cet endroit, sur les bords de Meuse, que les riches liégeois viennent édifier leurs résidences de campagne.
Le chanoine Geyer lègue le bien à un neveu qui vendit Beaumont en 1804 au notaire Richard. Le domaine de plus de deux hectares passe par héritage aux Lamarche qui vendent le château en 1894 aux Renard. En 1918, les lieux devenus restaurant-guinguette passent à leurs deux cousines Bodson. En 1921, les Bodson s’en défont au profit de M. Bonhomme qui en fit autant en 1949 en faveur du couple Bostem-Randour. Les propriétaires actuels y sont installés depuis 1980.